# 第一次伊藤內閣
第一次伊藤内閣是参議伊藤博文担任第一届内阁总理大臣、从1885年（明治18年）12月22日到1888年（明治21年）4月30日在位的日本内閣。在任期間共861日。
太政官達第69号太政官制废止，创设内閣制将其取代，本届内阁是日本最早的内阁。内閣制实行的12月22日，内閣職權也制定并颁布了。

## 總理大臣演說內容[1]
回想明治8年4月起，頒布敕令，逐步建立憲政機構。18年12月宣布擬召開議會。決定政府體制。建山之事居然走到了盡頭，當地民眾有一種猜疑的感覺，當地民眾詳細透露了私家寺院或皇宮的位置。這只會對事業造成輕微或輕微的危害。我會為每個成員指導管理過程。
第一，我們的憲政事業，是要遵從先人之教，以國本為根本，兼顧時代，尊重臣民權益，進行公議。說自今祖宗以來，八年四月和十四年十月頒布的法令，都給國家帶來了榮耀。由於基礎難以獲得，幸好每個國家都走上了類似的道路，這可以追溯到每個國家的歷史，到處都是傳授理論的人，他們都有自己的見解，並且都有相同的推理和想法，不足以左右大眾的耳目。正是因為我們經常看到的各個國家的情況，才能夠擺脫勾結、相互爭鬥的現象，為了維護皇室的完整，把代表權賦予下屬，這是自神祖以來的國家大事，關係到皇室歷史的重要性，此時，在憲法頒布之前或之後，敢於反對憲法直接裁決的人應該被排除在言論集會和請願自由的範圍之外。或者，以此為名策劃或教唆暴亂的人將採取必要的行動維護公共秩序。
第二，可以使行政事業與社會進步同步。維新以後，社會經濟隨著封建制度、人民生活狀態而發生了徹底的變化。像駱駝一樣，換舊換新的時候，經常停下來讓他們過去，還有人通過相互碰撞干擾元素的混合，被監督。這就是為什麼我不禁看到今天這屆政府的巨大動盪和艱辛，它試圖保護他們，並指示他們逐步控制結果。另一方面，那些正在進步的人，而此時負責行政的人，是志存高遠、急功近利的人，是學習和毅力的精神。世界一個完全獨立不可侵犯的國家的能力，將一個永恆強大的帝國的榮耀傳給後代。目標明確，勇往直前。在規模上，我們遵從前人意志，全心全意為政，今天要為最終結果負責。為了動搖黨的意志。人，還是為了避免地方事務的鬆懈和20年的行政管理歷史，將決定我們人民的命運，你想把每個成員放在什麼樣的地方？
另一方面，國運在進步之際，國內外百事紛繁，尤其是軍工、海軍等方面。為國之民，為今世未來，能吃苦耐勞，為國光保駕護航。因此，快速響應需求是我希望政府採取的做法。我會盡量不侵犯你的休息方式。
自從岩倉大使出國訪問後，修改條約的目的就一直在不斷推進，我也經常試圖及時取得成果。條約在國內外都很重要，因為不幸的是由於兩國關係的關係，政府一直小心翼翼，避免為將來為國運而追趕的遺憾。建立平衡關係，促進互利共贏的目標，我們今後不循規蹈矩地努力實現這一目標是不明智的。我們必須依靠法律的進步來完善，也就是說，只好聽命於前進後退，或通過外交，向民眾公開協商。如果有公議的人，或者宣布和約的權利要向公眾交出，那肯定有帝國主權的存在。這也是每個成員的地方。應該意識到這一點，為人民著想。

## 国務大臣
| 職名         | 代 | 氏名     | 氏名 | 出身                   | 就任日                     | 退任日                    | 備考     |
| ------------ | -- | -------- | ---- | ---------------------- | -------------------------- | ------------------------- | -------- |
| 内阁总理大臣 | 1  | 伊藤博文 |      | 長州藩・伯爵           | 1885年（明治18年）12月22日 | 1888年（明治21年）4月30日 |          |
| 外務大臣     | 1  | 井上馨   |      | 長州藩・伯爵           | 1885年（明治18年）12月22日 | 1887年（明治20年）9月17日 |          |
| 外務大臣     | -  | 伊藤博文 |      | 長州藩・伯爵           | 1887年（明治20年）9月17日  | 1888年（明治21年）2月1日  | 臨時代理 |
| 外務大臣     | 2  | 大隈重信 |      | 肥前藩・伯爵           | 1888年（明治21年）2月1日   | 1888年（明治21年）4月30日 |          |
| 内務大臣     | 1  | 山縣有朋 |      | 長州藩・伯爵・陸軍中将 | 1885年（明治18年）12月22日 | 1888年（明治21年）4月30日 |          |
| 大蔵大臣     | 1  | 松方正義 |      | 薩摩藩・伯爵           | 1885年（明治18年）12月22日 | 1888年（明治21年）4月30日 |          |
| 陸軍大臣     | 1  | 大山巖   |      | 薩摩藩・伯爵・陸軍中将 | 1885年（明治18年）12月22日 | 1888年（明治21年）4月30日 |          |
| 海軍大臣     | 1  | 西鄉從道 |      | 薩摩藩・伯爵・陸軍中将 | 1885年（明治18年）12月22日 | 1888年（明治21年）4月30日 |          |
| 司法大臣     | 1  | 山田顯義 |      | 長州藩・伯爵・陸軍中将 | 1885年（明治18年）12月22日 | 1888年（明治21年）4月30日 |          |
| 文部大臣     | 1  | 森有礼   |      | 薩摩藩                 | 1885年（明治18年）12月22日 | 1888年（明治21年）4月30日 |          |
| 農商務大臣   | 1  | 谷干城   |      | 土佐藩・子爵・陸軍中将 | 1885年（明治18年）12月22日 | 1886年（明治19年）3月16日 |          |
| 農商務大臣   | -  | 西鄉從道 |      | 薩摩藩・伯爵・陸軍中将 | 1886年（明治19年）3月16日  | 1886年（明治19年）7月10日 | 臨時代理 |
| 農商務大臣   | -  | 山縣有朋 |      | 長州藩・伯爵・陸軍中将 | 1886年（明治19年）7月10日  | 1887年（明治20年）7月26日 | 臨時代理 |
| 農商務大臣   | 2  | 土方久元 |      | 土佐藩・子爵           | 1887年（明治20年）7月26日  | 1887年（明治20年）9月17日 |          |
| 農商務大臣   | 3  | 黑田清隆 |      | 薩摩藩・伯爵・陸軍中将 | 1887年（明治20年）9月17日  | 1888年（明治21年）4月30日 |          |
| 逓信大臣     | 1  | 榎本武揚 |      | 幕臣・海軍中将         | 1885年（明治18年）12月22日 | 1888年（明治21年）4月30日 |          |

## 其他人事
| 職名         | 代 | 氏名     | 氏名   | 出身             | 就任日                     | 退任日                     | 備考           |
| ------------ | -- | -------- | ------ | ---------------- | -------------------------- | -------------------------- | -------------- |
| 内閣書記官長 | 1  | 田中光顕 |        | 土佐藩・陸軍少将 | 1885年（明治18年）12月22日 | 1888年（明治21年）4月30日  |                |
| 法制局長官   | -  | 未設置   | 未設置 | 未設置           | 1885年（明治18年）12月22日 | 1885年（明治18年）12月23日 |                |
| 法制局長官   | 1  | 山尾庸三 |        | 長州藩           | 1885年（明治18年）12月23日 | 1888年（明治21年）2月7日   | 宮中顧問官兼任 |
| 法制局長官   | 2  | 井上毅   |        | 肥後藩           | 1888年（明治21年）2月7日   | 1888年（明治21年）4月30日  |                |